# Trafikforsker
En trafikforsker beskæftiger sig med analyser af den nuværende og fremtidige trafikale situation. Herunder at komme med forslag til og kommentere andres forslag til udbygning af infrastrukturen. Trafikforskerne er oftest tilknyttet offentlige institutter f.eks. universiteter eller ministerier, men kan også være ansat i den private sektor.

## Danske trafikforskere
En stor del af de danske trafikforskere er tilnyttet Danmarks Tekniske Universitet eller Aalborg Universitet, hvor det er muligt at uddanne sig til civilingeniør i Vej og Trafik. 
Per Homann Jespersen er uddannet civilingeniør og har siden 1984 været lektor ved RUC. Han er i medierne bl.a. kendt for sin skepsis over for Femern Bælt-forbindelsen og har i stedet argumenteret for Gedser-Rostock-forbindelsen. Herudover er han fortaler for, at løsningen på trafikproblemerne ved København er udbygning af den kollektive trafik og road pricing frem for udbygning af motorvejene ind mod København.
Harry Lahrmann er uddannet civilingeniør og er lektor ved Aalborg Universitet. Han har været aktiv i den offentlige debat gennem sin modstand mod højere hastigheder på vejene. Han var modstander af at forhøje hastigheden på motorvejene til 130 km/t og argumenterer imod at forhøje hastigheden på nogle landevej til 90 km/t.
Henrik Harder Hovgesen er Ph.d. i by-/vejplanlæning og er lektor ved Aalborg Universitet. Han beskæftiger sig med arkitektur og byplanlægning, men er mere kendt i den offentlige debat omkring infrastrukturen, hvor han bl.a. har argumenteret for en motorvej fra Aalborg ned gennem Viborg, Herning og Vejle.
Bent Flyvbjerg er Dr.Techn og Dr.Scient. og professor ved Aalborg Universitet. Hans doktorafhandling omhandlede, hvordan store offentlige projekter kunne undgå at blive underbudgetterede.
Uffe Palludan er nationaløkonom og fremtidsforsker. Han har primært beskæftiget sig med Øresunds- og Østersøområdet.
Oli B.G. Madsen er Ph.d. fra Danmarks Tekniske Universitet. Han er nu leder af DTU Transport, som er en afdeling af Danmarks Tekniske Universitet. Han har blandt andet argumenteret for, at Danmarks største trafikpolitiske udfordringer er ved København. Og på den baggrund har han ikke meget forståelse for argumenterne for en Kattegat-forbindelse.
Otto Anker Nielsen er professor ved DTU Transport Han har bl.a. kritiseret den danske trafikpolitik for at være præget af studehandler og lokale hensyn, og at man i stedet skal koncentrere indsatsen der, hvor det er nødvendigt.
Alex Landex er Ph.d. fra Danmarks Tekniske Universitet. Han beskæftiger sig primært med banetrafik og har markeret sig med holdninger til fordel for Køge-modellen som den sjællandske jernbaneløsning. Herudover har han bl.a. undersøgt Timemodellen og mulighederne for en ny S-bane eller Letbane ved København.
Uffe Jacobsen er lektor ved Handelshøjskolen i København. Han er en af de få trafikforskere, som går ind for en Kattegat-forbindelse.
Lotte Larsen er Master of Science in Psychology og seniorforsker ved Danmark TransportForskning under Danmarks Tekniske Universitet Hun beskæftiger sig bl.a. med vores opførsel i trafikken, hvorfor trafikuheld opstår, og hvordan de kan undgås.